# Anticura
Anticura (mapudungún: Piedra del sol  ) es una sector del Parque nacional Puyehue, X Región de Los Lagos, Osorno, Chile.

## Descripción
Este Sector se destaca por sus senderos que llevan al turista a sus distintos saltos: Los Saltos del indio, de Repucura, de la Princesa, los novios y de además un mirador "del puma". También alberga el imponente volcán Puyehue y el valle del río Gol-gol.

## Toponimia
Anticura es designación del mapudungun compuesta por antI, 'sol', 'la luz', y por  kura, 'la piedra'. Una posible interpretación del topónimo como 'piedra del sol' no tiene sentido dentro del mapudungun, pero sí la tiene al considerar el nombre como unión de las estirpes antI y kura, elementos que hallan frecuentemente en los antropónimos y topónimos. Ricardo Latcham anota que los individuos pertenecientes al tótem antI rogaban al sol que se escondiera o cubriera para dejar paso a las nubes; y junto a los integrantes de los tótemes co, 'agua' y wenu, 'el firmamento', formaban una trilogía que se aliaba en los ngillatun, 'rogativas', destinados a contrarrestar los efectos de las sequías prolongadas.

## Localización
Anticura se ubica a 4 km de la frontera con Argentina, conectándose a través del Paso Cardenal Samoré.

## Senderos
- Volcán Puyehue: Sendero de Excursión al Volcán Puyehue: Tienen una longitud de 16 km y el tiempo de recorrido es de 2 a 3 días. El sendero es autoguiado y conduce al volcán Puyehue, a las Azufreras y a los Baños. En los faldeos del volcán existe un refugio rústico para 12 personas.
- Pampa Frutilla: Sendero de Excursión a la Pampa de la Frutilla: Tiene una longitud de 20 km y el tiempo de recorrido es de 2 a 3 días. Este sendero sigue un camino antiguo desde el área de Último Puesto. En laguna Seca existe un refugio rústico en etapa de terminación.
- Los derrumbes: Sendero Recreativo "Los Derrumbes": Tienen una longitud de 580 m y una duración de 45 minutos.
- Salto de la princesa: Sendero Recreativo "Salto de la Princesa": Tiene una longitud de 710 m y una duración de 30 minutos.
- Salto del indio: Sendero Educativo: Con 950 m de longitud y recorrido de 40 min. aproximadamente, muestra aspectos interesantes del Bosque Siempreverde.
- Salto Repucura: Sendero Educativo: Tienen una extensión de 1.100 m y una hora de duración.

## Galería

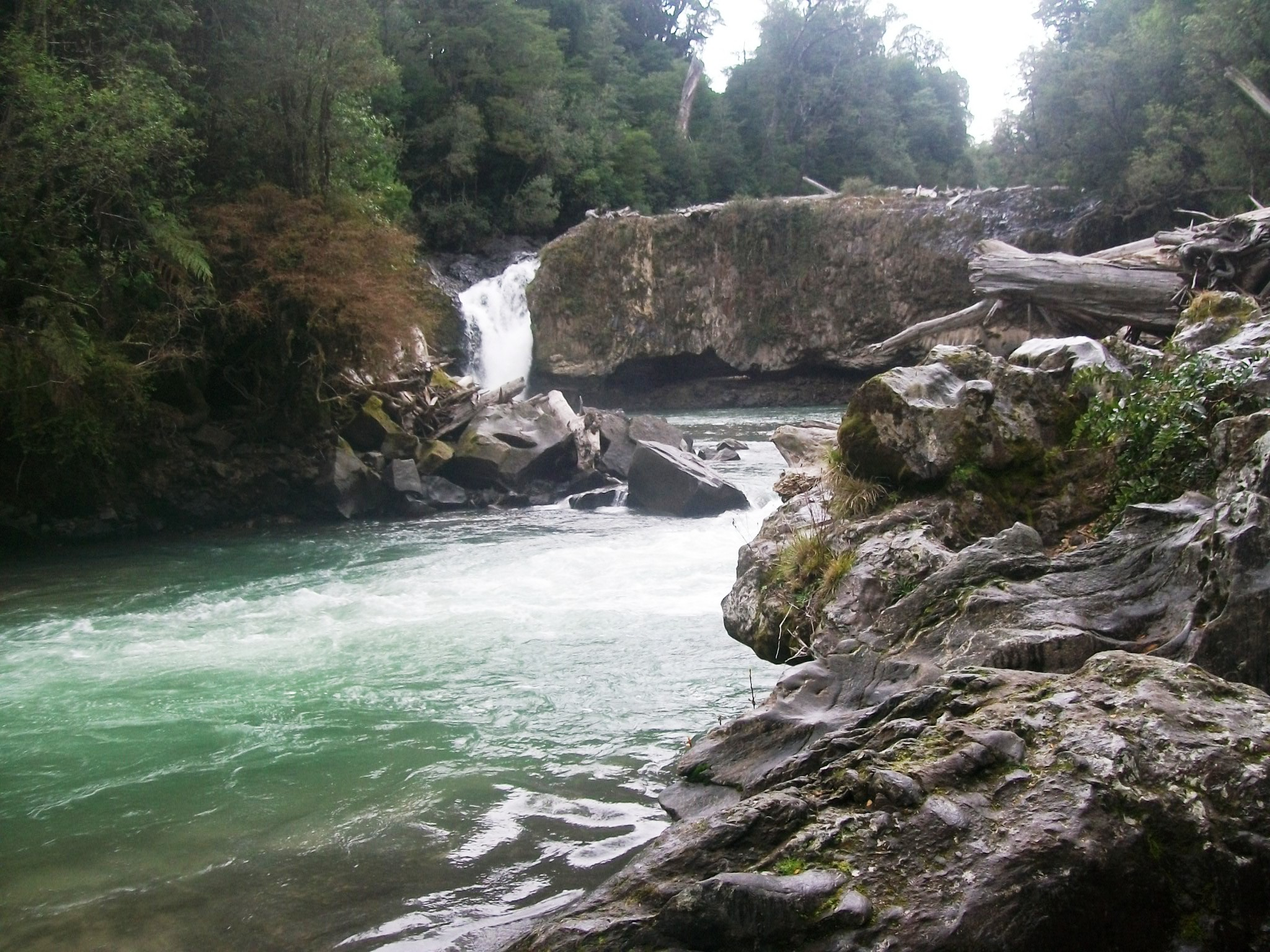
Salto del Indio
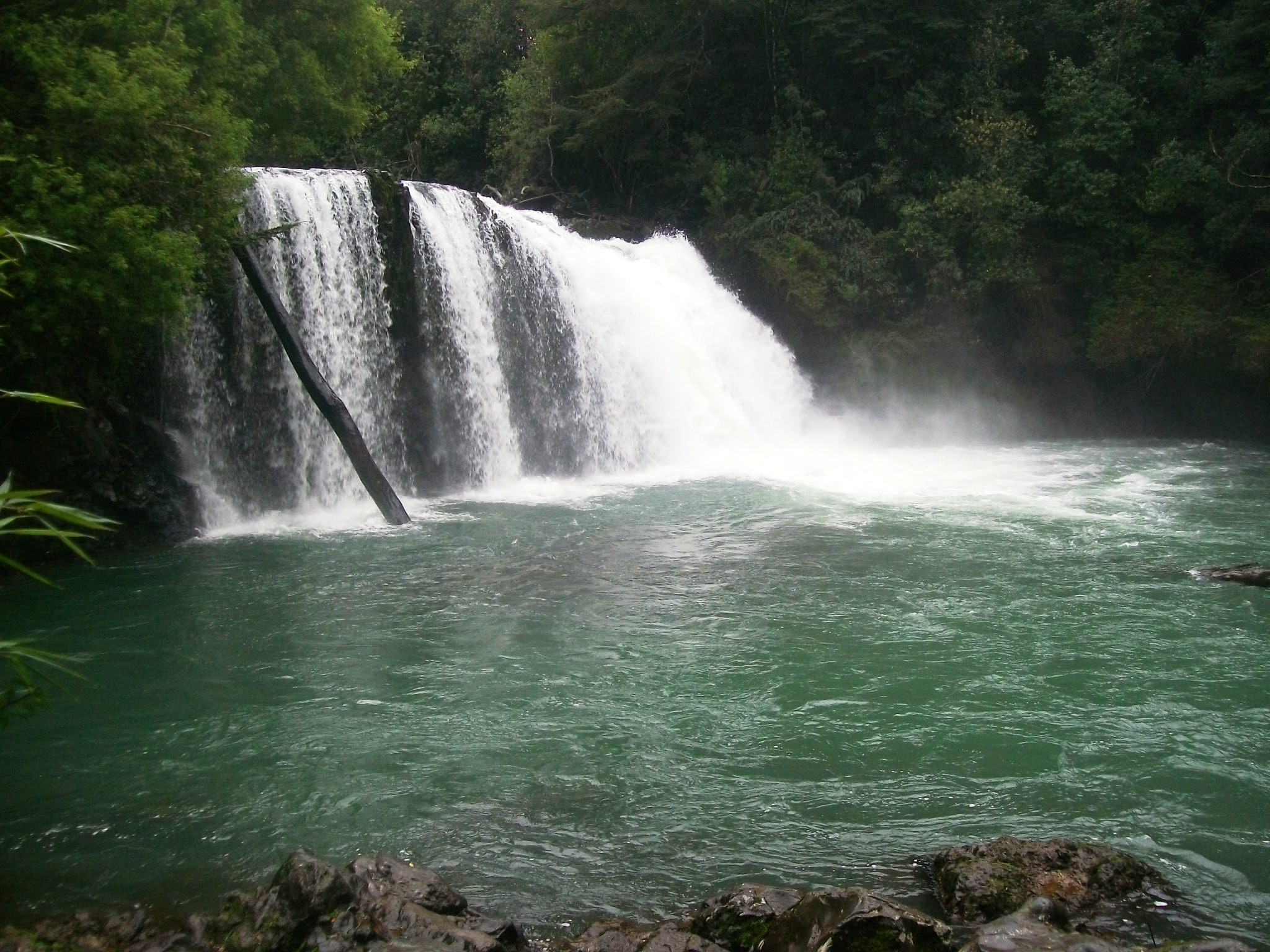
Salto de la Princesa
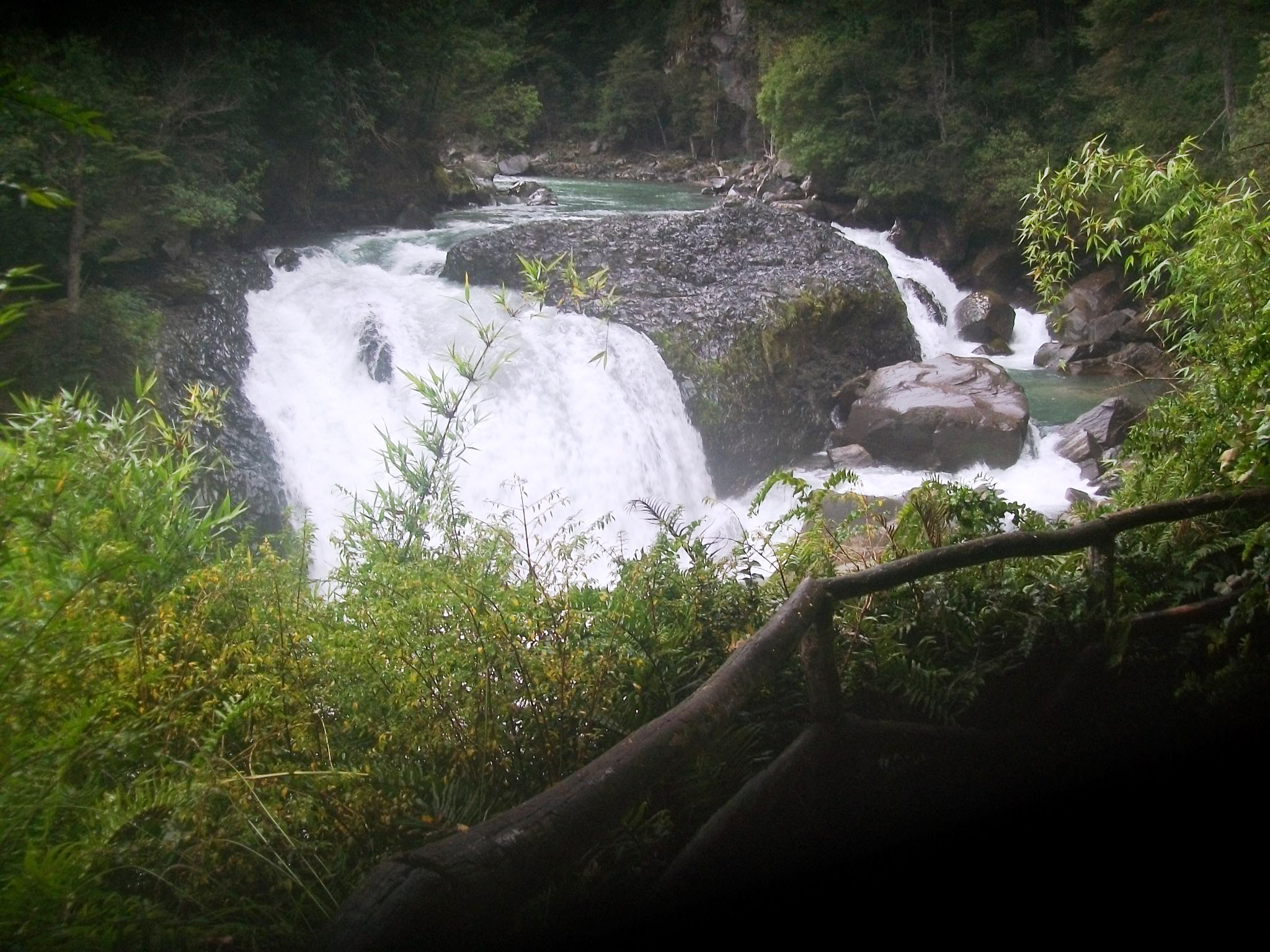
Salto Repucura
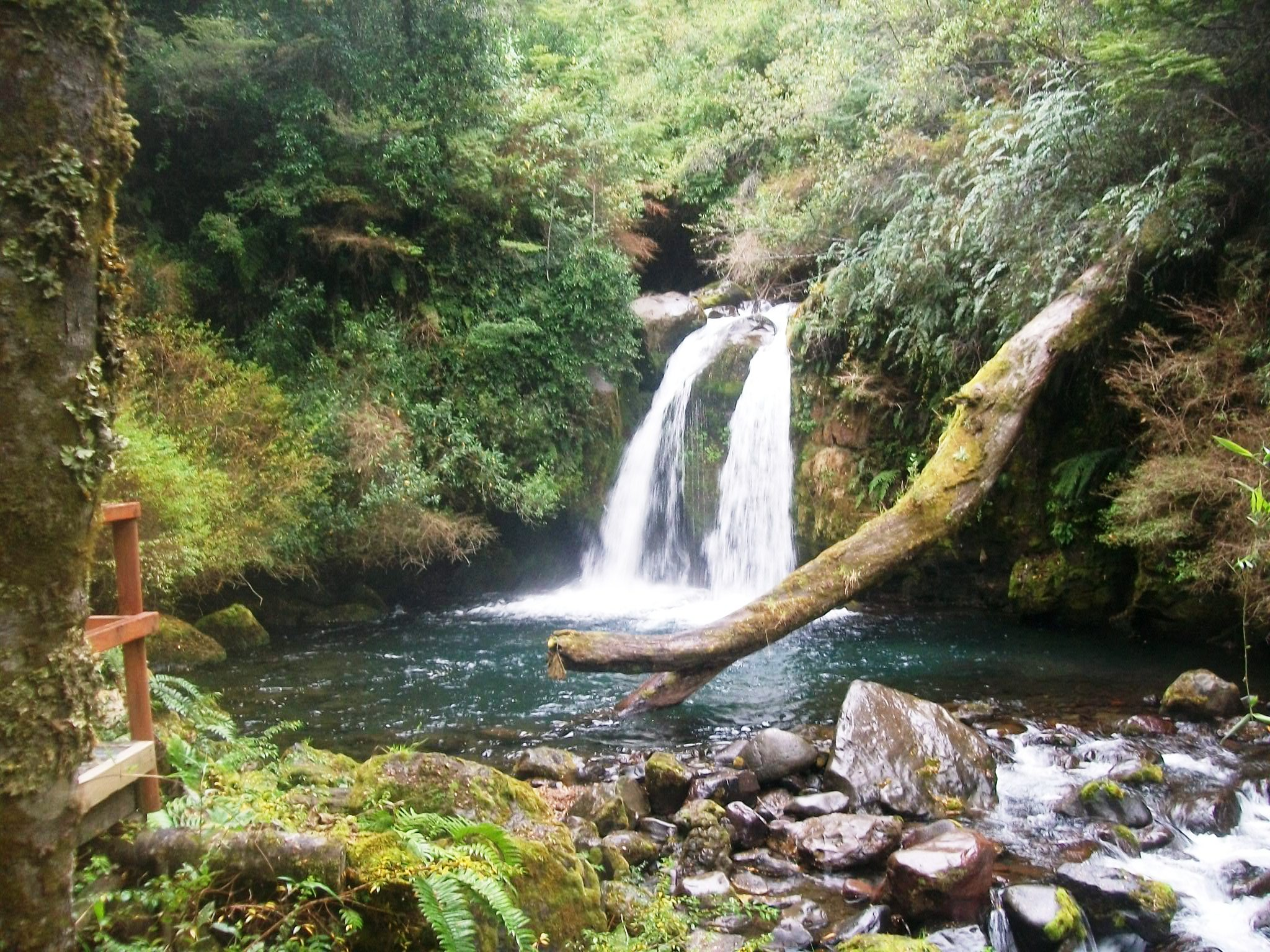
Salto Anticura

## Instalaciones
- Oficina de guardaparques: En Anticura, a una distancia de 22 km de Aguas Calientes
- Centro de Información Ambiental: Existen dos Centros de Información Ambiental, uno en Aguas Calientes y otro en Anticura.
- Áreas de merienda: En los sectores de Aguas Calientes y Anticura.
- Área de Acampar Catrué: Cuenta con 8 sitios de camping rústico, y las siguientes facilidades: mesón, fogón, basurero, agua y leña.
- Alojamiento': 5 cabañas tipo A.

## Otros servicios
- Bencina: En Entre Lagos a 30 km.
- Teléfono: En cada cabaña.
- Primeros Auxilios: En Aguas Calientes, se cuenta con ambulancia para emergencias.
- Venta de Alimentos: En almacén de Aguas Calientes y Entre Lagos.
- Restaurant: En Aguas Calientes, Restaurant "Los Canelos".
- Piscinas Termales: En Aguas Calientes.
- Carabineros: En la Aduana de Pajaritos, dentro del Parque a 26 km de Aguas Calientes.

## Recomendaciones
Ayúdenos a proteger los recursos naturales aquí presentes y haga más placentera su visita en este Parque nacional, considerando las siguientes recomendaciones: 
- Los períodos más apropiados para las visitas son en invierno entre los meses de junio a octubre y en verano entre los meses de noviembre a marzo.
- Es conveniente realizar la reserva de cabañas con la debida anticipación, ya que dichas instalaciones, a cargo de un concesionario, tienen gran demanda.
- Cuando realice excursiones es indispensable que registre su salida con el Guardaparque del sector.
- Los montañistas que planeen efectuar escalamientos en volcanes y cerros del Parque, deben registrar sus antecedentes en la Administración de la Unidad, ubicada en el sector de Aguas Calientes.
- Es recomendable que los visitantes lleven vestuario adecuado para lluvia, por su eventual uso en verano. El resto del año se requiere ropa abrigada, adecuada para condiciones de lluvia o nieve, según fuesen los lugares a visitar.
- Evite perpetuar su visita marcando árboles, rocas u otros recursos y no altere la quietud del lugar con ruidos molestos, pues contaminan el ambiente.